# 邦納 (澳大利亞國會選區)
邦納選區（英語：Division of Bonner），是澳大利亞昆士蘭州的下議院選區，位於該州州府布里斯班東南部，包括莫頓島。面積360平方公里。
選區始於2004年，名字是紀念第一位原住民聯邦參議員內維爾·邦納。2010年，當區前議員、昆士蘭自由國家黨（原自由黨）的羅斯·瓦斯塔擊敗時任議員、工黨的凱莉·利亞，再次當選。